# Oldřich z Jevišovic
Oldřich z Jevišovic (před 1335 – po 1353) byl moravský šlechtic z jevišovické větve rodu pánů z Kunštátu.

## Život
Narodil se jako syn Kuny II. z Jevišovic někdy před rokem 1335. 
Oldřich i jeho bratři Sezema a Boček se v pramenech poprvé objevili v roce 1350 jako majitelé hradu Jevišovice. 
Po roce 1353 zmizel z pramenů a patrně brzy poté zemřel. O jeho případné manželce a potomcích neexistují žádné zprávy.